# Liste der Statthalter in den Niederlanden
Diese Liste gibt eine Übersicht der Statthalter in den Niederlanden.
Die Statthalter waren Vertreter der Fürsten in dem jeweiligen Gebiet. Nach der Gründung der Republik der Sieben Vereinigten Niederlande und der Loslösung von Spanien wurden die Statthalter von den Provinzen ernannt. Während des Achtzigjährigen Krieges gab es zum Teil konkurrierende Statthalter des spanischen Königs und der Provinzen.

## Statthalter von Holland, Zeeland und Utrecht
1428 kam die Grafschaft Holland mit der Provinz Zeeland an Philipp den Guten. Ab 1433 ließ er sich durch einen Statthalter vertreten. Später gingen Holland und Zeeland von den Burgundern auf die Habsburger über. Seit 1528 waren die Statthalter von Holland auch Statthalter von Utrecht. Vor dieser Zeit hatte Utrecht keinen Statthalter und war ein selbstständiges Fürstbistum.
Statthalter der Herzöge von Burgund
- Hugo von Lannoy, Herr von Santes (1433–1440)
- Wilhelm von Lalaing, Herr von Bingincourt (1440–1445)
- Gozewijn de Wilde (1445–1448)
- Johann von Lannoy (1448–1462)
- Ludwig von Gruuthuse (1462–1477)
- Wolfhart VI. von Borsselen, Herr von Veere (1477–1480)
- Joost von Lalaing, Herr von Montigny en Hantes (1480–1483)

Statthalter der Habsburger
- Johann III. von Egmond (1483–1515)
- Heinrich III. von Nassau-Breda (1515–1521)
- Anton von Lalaing, Graf von Hoogstraten (1522–1540)
- René von Chalon (1540–1544)
- Ludwig von Flandern, Herr von Praet (1544–1546)
- Maximilian von Burgund (1547–1558)
- Wilhelm I. von Oranien-Nassau (1559–1567)
- Maximilien de Hénin-Liétard, Graf von Boussu (1567–1573)
- Philipp von Noircarmes (1573–1574)
- Ferdinand de Lannoy (1573–1574)[1]
- Gilles de Berlaymont (1574–1577)

in der Republik der Vereinigten Niederlande
- Adolf von Neuenahr (1584–1589; nur in Utrecht)
- Moritz von Nassau (1585–1625; bis 1589 nur in Holland und Seeland)
- Friedrich Heinrich von Oranien (1625–1647)
- Wilhelm II. von Oranien-Nassau (1647–1650)
- Statthalterwürde ruht (1650–1672)
- Wilhelm III. von Oranien-Nassau (1672–1702)
- Statthalterwürde ruht (1702–1747)
- Wilhelm IV. von Oranien-Nassau (1747–1751)
- Wilhelm V. von Oranien-Nassau (1751–1795), Regenten: Anna von Hannover (1751–1759), Ludwig Ernst von Braunschweig-Wolfenbüttel (1759–1766)

## Statthalter von Friesland
unter den Habsburgern
Seit 1515 gehörte die Provinz Friesland zu den Habsburgischen Niederlanden; der Statthalter wurde von der Verwaltung in Brüssel ernannt. Seit 1528 regierte der friesische Statthalter auch über Overijssel, seit 1536 auch über Groningen und Drenthe.
- Floris von Egmond, Graf von Buren, 1515–1518
- Wilhelm von Rogendorf, 1518–1521
- Jancko Douwama, 1522 (friesischer Rebelle)
- Georg Schenck von Tautenburg, 1521–1540
- Maximilian von Egmond, Graf von Buren, 1540–1548
- Johann von Ligne, Graf von Arenberg, 1559–1568
- Charles de Brimeu, Graf von Megen, 1568–1572
- Gillis von Berlaymont, Herr von Hierges, 1572–1574
- Caspar de Robles, 1574–1576 (nach anderen Quellen 1572–1576)
- Georg von Lalaing, Graf Rennenberg, 1576–1581 (1580 abgesetzt)
- Francisco Verdugo, 1581–1594 (Anwärter)

in der Republik der Vereinigten Niederlande
Friesland hat auch während der Zeit der Vereinigten Niederlande eigene Statthalter ernannt, deshalb gab es in Friesland keine statthalterlose Zeit. Seit Wilhelm IV. hatten alle Gebiete den gleichen Statthalter.
- Wilhelm I. von Oranien, 1580–1584
- Wilhelm Ludwig von Nassau-Dillenburg, 1584–1620
- Ernst Casimir von Nassau-Diez, 1620–1632
- Heinrich Casimir I. von Nassau-Dietz, 1632–1640
- Wilhelm Friedrich von Nassau-Dietz, 1640–1664

- Heinrich Casimir II. von Dietz-Nassau (1664–1696); Regentschaft: Albertine Agnes von Oranien-Nassau (1664–1673)
- Johann Wilhelm Friso von Nassau-Dietz (1696–1711); Regentschaft: Henriette Amalia von Anhalt (1696–1707)
- Wilhelm IV. von Oranien-Nassau (1729–1751); Regentschaft: Marie Luise von Hessen-Kassel (1711–1729) (seitdem erblicher Statthalter für alle Provinzen)
- Wilhelm V. von Oranien-Nassau (1751–1795)

## Statthalter von Groningen und Drenthe
unter den Habsburgern
Zwischen 1519 und 1536 fiel Groningen an den Gelderschen Herzog Karl von Egmond, der sich von 1519 bis 1530 durch Statthalter vertreten ließ. Seit 1536 wurden Groningen und Drenthe Teil der Habsburger Niederlande. Der Statthalter von Friesland sowie Friesland und Overijssel regierte auch in diesen Gebieten. 
- Christoph von Moers (auch: Cristoffel von Meurs) (1519–1522)
- Jasper von Marwijck (1522–1530)
- Karl Bastard von Geldern (1530–1536)
- Ludolf Coenders (1536)
- Georg Schenck von Tautenburg (1536–1540)
- Maximilian von Egmond, Graf von Buren (1540–1548)
- Johann von Ligne, Graf von Arenberg (1549–1568)
- Karl von Brimeu, Graf von Megen (1568–1572)
- Gilles de Berlaymont, Herr von Hierges (1572–1574)
- Caspar de Robles (1574–1576)
- Georg von Lalaing, Graf von Rennenberg (1576–1581)
- Francisco Verdugo (1581–1594; ab 1584 in der Stadt Groningen)

in der Republik der Vereinigten Niederlande
Während des Achtzigjährigen Krieges wurde Groningen ein Teil der Vereinigten Niederlande und benannte eigene Statthalter. Die Statthalter von Drenthe waren bis 1696 dieselben wie in Groningen. 1696 wurde Wilhelm III., der Statthalter von Holland, statt des friesischen Statthalters Johan Willem Friso, gewählt. Als Wilhelm III. 1702 kinderlos starb, war auch Drenthe wie der Großteil der Niederlande statthalterlos, bis 1722 der friesische Statthalter Wilhelm IV. auch Statthalter von Drenthe wurde. Später war er Statthalter aller Provinzen.
- Wilhelm Ludwig von Nassau (1584–1620; ab 1594 auch in der Stadt Groningen)
- Moritz von Nassau (1620–1625)
- Ernst Casimir von Nassau-Dietz (1625–1632)
- Heinrich Casimir I. von Dietz-Nassau (1632–1640)
- Wilhelm Friedrich von Nassau (1640–1664)
- Heinrich Casimir II. von Dietz-Nassau (1664–1696); Regentschaft: Albertine Agnes von Oranien-Nassau (1664–1673)
- Johann Wilhelm Friso von Nassau-Dietz (1696–1711; nur in Groningen); Regentschaft: Henriette Amalia von Anhalt (1696–1707)
- Wilhelm III. von Oranien-Nassau (1696–1702; nur in Drenthe)
- Statthalterwürde ruht (1702/1707–1729)
- Wilhelm IV. von Oranien-Nassau (1729–1751)
- Wilhelm V. von Oranien-Nassau (1751–1795)

## Statthalter von Overijssel
1528 kam die Provinz Overijssel, das vorher zum Bistum Utrecht gehört hatte, an die Habsburgischen Niederlande. Seitdem hatte es den gleichen Statthalter wie Friesland. Seit dem Achtzigjährigen Krieg wurde Overijssel ein Teil der Vereinigten Niederlande und benannte seit 1584 eigene Statthalter.
- Adolf von Neuenahr (1584–1589)
- Moritz von Nassau (1590–1625)
- Friedrich Heinrich von Oranien (1625–1647)
- Wilhelm II. von Oranien-Nassau (1647–1650)
- Statthalterwürde ruht (1650–1675)
- Wilhelm III. von Oranien-Nassau (1675–1702)
- Statthalterwürde ruht (1702–1747)
- Wilhelm IV. von Oranien-Nassau (1747–1751)
- Wilhelm V. von Oranien-Nassau (1751–1795)

## Statthalter von Gelderland
unter wechselnden Herrscherhäusern
Das Herzogtum Geldern kam 1473 an Karl den Kühnen, welcher sich durch einen Statthalter vertreten ließ. 1492 wurde Karl von Egmond Herzog, der Geldern bis 1504 selbst regierte. Sein Nachfolger Wilhelm von Jülich-Kleve-Berg ernannte wieder Statthalter. 
- Wilhelm von Egmond sen. (1473–1474)
- Philippe I. de Croÿ, Graf von Chimay (1474–1477)
  - Wilhelm von Egmond sen. (1474–1475)
  - Wilhelm von Egmond jr. (1475–1476)
- Wilhelm von Egmond jr. (1480–1481)
- Adolf III. von Nassau-Wiesbaden-Idstein (1481–1492)
- Johann V. von Nassau-Dietz (1504–1505)
- Philipp der Schöne (1505–1506)
- Floris von Egmond (1506–1511)

unter den Habsburgern
1543 wurde Geldern durch Karl V. den habsburgisch-burgundischen Niederlanden zugeschlagen. 
- René von Chalon (1543–1544)
- Philip de Lalaing, Graf von Hoogstraten (1544–1555)
- Philippe de Montmorency, Graf von Hoorn (1555–1560)
- Karl von Brimeu, Graf von Megen (1560–1572)
- Gilles de Berlaymont, Herr von Hierges (1572–1577)

unter den Generalstaaten bzw. in der Republik der Vereinigten Niederlande
Seit 1584 stand die Provinz Gelderland als Teil der Republik der Sieben Vereinigten Niederlande unter der Statthalterwürde von Overijssel.
- Maximilien de Hénin-Liétard, Graf von Boussu (1577–1578)
- Johann VI. von Nassau-Dietz (1578–1581)
- Wilhelm IV. von Bergh-s'-Heerenberg (1581–1583)
- Adolf von Neuenahr (1584–1589)

## Statthalter von Artois
Im Jahr 1477 fiel das Artois durch die burgundische Erbschaft an das Haus Habsburg, zu dessen spanischer Linie es von 1556 bis 1659 gehörte. 1579 wurde in Arras die Union von Arras geschlossen. In das französische Besitztum ging Artois erst mit dem Pyrenäenfrieden von 1659 wieder ein.
- 1500–1504 Engelbrecht II von Nassau
- 1506–1513 Jakob von Luxemburg, Herr von Fiennes
- ????–1524 Ferry von Croÿ-Roeulx
- 1524–1553 Adrian von Croÿ-Roeulx
- 1553–1558 Pontus von Lalaing (1508–1558) auch Statthalter von Flandern
- 1559–1568 Lamoral von Egmond
- 1568–1571 Vakant
- 1571–1578 Ferdinand de Lannoy
- 1578–1579 Gilles de Berlaymont zuvor Statthalter von Groningen und Drenthe
- 1579–1597 Florent von Berlaymont
- 1597–1610 Karl III. von Croÿ
- 1610–1624 Lamoral I. von Ligne